# Омоніми

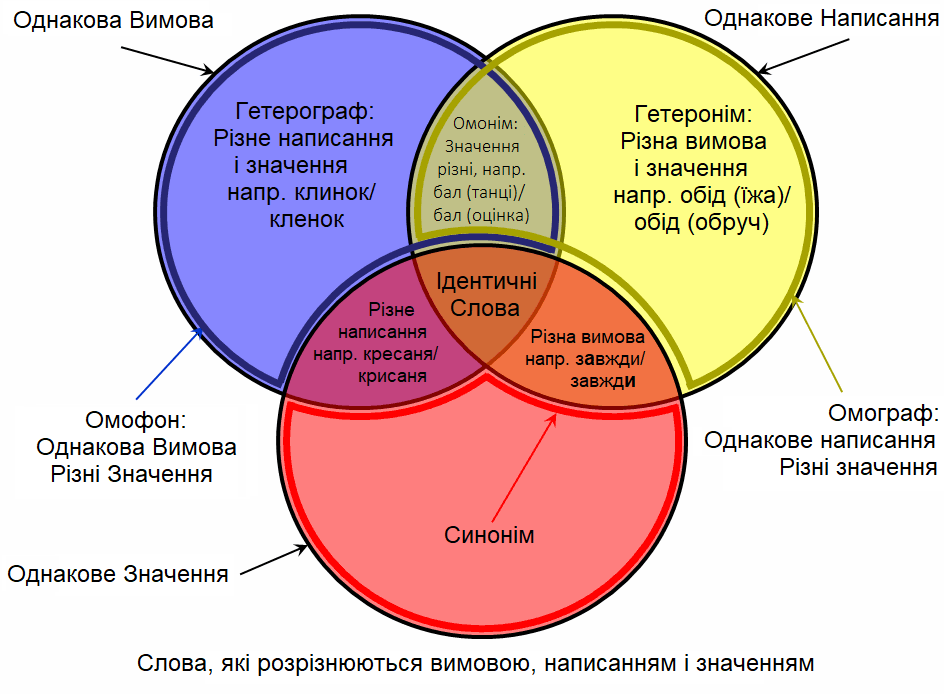
Омоніми на діаграмі Венна

Омо́німи (від дав.-гр. ὁμός — «однаковий» + ὄνομα — «ім'я») — це слова, які однаково звучать та пишуться, але мають різне значення.
Омоніми з'являються внаслідок:
- звукових змін у слові у процесі розвитку мови;
- смислових змін у слові у процесі розвитку мови;
- випадкового збігу звучання слова рідної мови та запозиченого з іншої мови;
- випадкового збігу звучання форми різних слів.

Розрізняють омоніми:
- повні (абсолютні) — омоніми, у яких збігається уся система форм. Наприклад, ключ (від замка́) — ключ (джерело), рукав (елемент одягу) — рукав (річки).
- неповні (часткові) — омоніми, у яких збігаються за звучанням не всі форми. Так, слово кадри, що означає склад працівників, вживається тільки у множині, а слово кадри, що означає окремі сцени чи епізоди з кінофільму, знімки на кіноплівці, є формою множини іменника кадр.

## Групи часткових омонімів
- Омофони (фонетичні омоніми) — це слова, однакові за звучанням, але різні за написанням (стати по три — потри; вгорі — в горі).
- Омографи (графічні омоніми) — це слова, які однаково пишуться, але фонетично відрізняються. В українській мові вони зазвичай різняться тільки наголосом (по́тяг — потя́г; за́мок — замо́к; бра́ти — брати́).
- Омоформи (граматичні омоніми) — це слова, звучання яких збігається лише в окремих граматичних формах (покласти на віз — віз дрова; жовте поле — поле город; чистий став(ок) — став, як вкопаний).
- Омоморфеми (омонімічні морфеми) — морфеми, які збігаються у написанні і вимові, але мають різні граматичні значення (закінчення -а може означати й жіночий рід прикметників, і родовий відмінок багатьох іменників II відміни, й множину середнього роду).

Зовнішньо омонімія подібна до полісемії (багатозначності). Проте за своїм змістом і походженням це різні явища.
Кожне переносне значення багатозначного слова обов'язково так чи інакше пов'язане з його первинним значенням:
вогнище
1. «купа дров, що горить»
2. «місце, де розкладали вогонь»
3. «своя оселя, родина» (у давнину близькі люди збиралися навколо вогнища)
4. «центр, зосередження чогось».

Омоніми семантичної спільності не мають: бал («оцінка»), бал (вечір із танцями); стан (корпус людини), стан (становище), стан (стоянка), стан (механізм, прокатний стан).
Лексичні омоніми поділяють на повні (абсолютні) і неповні (часткові).
Повні омоніми збігаються в усіх граматичних формах:
- Балка (дерев'яний чи металевий брус), балка (яр): обидва іменники в усіх відмінках однини й множини мають однакові форми.
- Точити (робити гострим), точити (цідити): обидва дієслова змінюються абсолютно однаково.
- Моторний (швидкий), моторний (пов'язаний із мотором): обидва прикметники однаково змінюються за родами, відмінками та числами.
- Кран (для підіймання і переміщення вантажів), кран (для перекривання води, газу тощо).

Неповні омоніми збігаються лише в частині граматичних форм:
- Баранці (молоді барани) — має всі форми однини й множини, баранці (піна на гребенях хвиль) — має тільки форми множини.
- Захід (одна з чотирьох сторін світу) — має форми лише однини, захід (дія для досягнення якоїсь мети), захід (спуск небесного світила за обрій) — мають і форми однини й множини.
- Злити (викликати злість), злити (полити): у них усі інші форми різні, крім форм минулого часу й умовного способу.
- За́мок (укріплена будівля), замо́к (для замикання дверей, шухляд та ін.).

Неповними омонімами є також збіги окремих форм різних частин мови: а) іменників і відіменникових прислівників: кружка (довкола) і кружка (родовий відмінок іменника кружок);
б) іменників і звуконаслідувальних вигуків: рип (рипіння — рип дверей) і рип (різкий звук від тертя — двері рип); стук (удар — почувся стук) і стук (різкий звук удару — щось у вікно стук);
в) інші випадкові збіги: мати (рідна людина) і мати (володіти чимось); коли (у який час) і коли (наказовий спосіб дієслова колоти); їм (перша особа однини теперішнього часу дієслова їсти) і їм (давальний відмінок займенника вони).
У мові омоніми найчастіше з'являються внаслідок запозичень. Є два випадки звукових збігів таких слів: а) звуковий збіг запозиченого слова з українським: мул (дрібні частинки у водоймах) і мул (назва тварини, запозичена з латинської мови); клуб (маса кулеподібної форми) і клуб (назва організації, запозичена з англійської); як (прислівник) і як (назва тварини, запозичена з тибетської);
б) звуковий збіг різних запозичених слів: гриф (міфічна істота, з грецької), гриф (частина струнного музичного інструмента, з французької) і гриф (штемпель на документі, з німецької); метр (міра довжини, з грецької), метр (віршовий розмір, з грецької) і метр (учитель, з французької); кран (трубка із закривкою, з голландської) і кран (механізм для піднімання вантажів, з німецької)

## Синтаксичні омоніми
Синтаксичні омоніми — це омонімічні синтагми речення, відмінність значень яких зумовлена неоднозначністю їхньої синтаксичної структури. Наприклад, речення «Тінь яблуні не заважає» може бути інтерпретоване як «Тінь від яблуні не заважає», або як «Тінь не заважає яблуні».

## Міжмовні омоніми
Слова з різних мов, які мають однаковий вигляд або однакове звучання, але означають різні речі називаються міжмовними омонімами, або фальшивими друзями перекладача, наприклад: рос. час «година» і укр. час (рос. время).